# Shipibo-conibo
Els shipibo-conibos són els membres d'un grup ètnic de la vall del riu Ucayali, a la selva baixa de l'Amazònia peruana.

## Geografia
Els Shipibo-conibo viuen entre 6 i 10 graus de latitud sud; de tal manera, la seva forma de vida està adaptada a les altes temperatures i a un clima marcat per pluges. Per facilitar el transport en un medi ambient caracteritzat per rius i llacunes, els Shipibo-conibo s'han acostumat a moure en canoes. Tradicionalment, els Shipibo habitaven a la part nord del riu Ucayali i els Conibo al sud, però avui es considera com un sol poble.

## Història
Els primers assentaments trobats a l'Amazònia es prolonguen fins a l'any 2000 AC. Els arqueòlegs han pogut establir una seqüència dels assentaments a les diferents valls de la zona, incloent la del riu Ucayali. Una de les seqüències més importants va ser format per l'arqueòleg D. Lathrop i els seus estudiants; segons Lathrop, la cultura Cumnacaya, que forma part de la fase major Yarinacocha (500-1000 D.C) ja es podia considerar com a representant dels pano, avantpassats dels shipibo-conibo.
Durant l'època prehispànica, la vida dels shipibo, conibo i setebo es marcava per les guerres intertribals, un fenomen que va contribuir a la fusió d'aquests tres pobles. Va ser durant la fase Caimito (1000-1500 DC) quan els setebo es van integrar amb els shipibo de la mateixa manera que més tard passaria amb els conibo.
Al segle xvi van arribar els primers missioners franciscans a la vall del riu Ucayali i es va començar el procés de colonització en forma d'apropiació de les terres indígenes per suportar els nous assentaments de població. Els Shipibo-conibo van representar una forta resistència i es produïa conflictes armats entre els indígenes i els espanyols. La ocupació es fomentava entre els anys 1800 i 1899 amb la indústria moderna i capitalisme global. A partir del segle XX els Shipibo-conibo han fet front al procés d'aculturació des de les formes més pacifiques.

## Kené
Kené serveix per anomenar els dissenys geomètrics i els colors que es visualitzen durant el ritual del consum d'ayahuasca. És típic de la societat shipibo-conibo, un poble que viu a la conca del riu Ucayali, a l'Amazonia peruana. Està declarat Patrimoni Cultural del Perú des d'abril del 2008.